# (334) Chicago
Pour les articles homonymes, voir Chicago (homonymie).
(334) Chicago est un astéroïde de la ceinture principale extérieure découvert par Max Wolf le 23 août 1892.

## Référence
1. 1 2  IRAS